# 高山 (藤里町)
高山（たかやま）は、秋田県藤里町の山である。藤里町の湯の沢温泉の奥に位置している。牧畜が盛んだった頃は、樹木は少なく牧草地として利用されており、山からはケーブルで牧草が降ろされていた。現在では樹木が茂り、2004年にこの山を含む地区は秋田白神県立自然公園に指定され、登山道などが整備されている。

## 概要

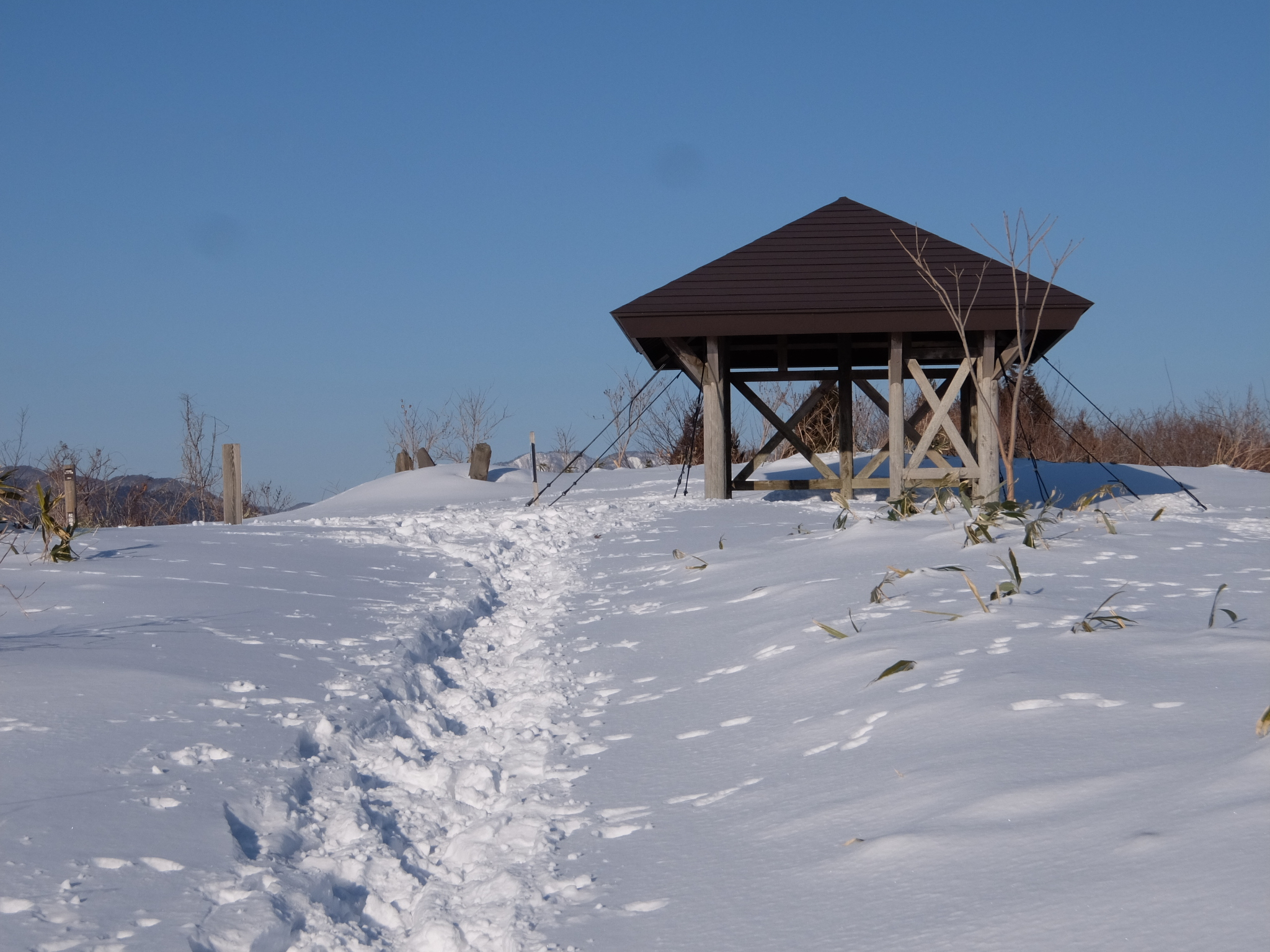
高山山頂 中央奥に石塔がある

高山は昔から隣町の高岩神社や七座山と並んで修験道の修行の場として知られていた。しかし、それを確証する寺院や古文書、伝統行事等は全く残されていない。また、この地を旅した菅江真澄や藩の巡検使たちも、温泉や登山道入り口となる峨瓏の滝付近には注目しているが、高山については一切記述していない。
しかし、高山の周囲には「寺屋敷」や「坊中」の集落、南には「院内岱」という台地、東には修験道の寺院があったと言われる「明星院沢」、北には狭い沢にもかかわらず水田跡が残る「行人沢」が横たわり、四方に山岳信仰に関わる宗教的地名に囲まれている。さらに、高山の山頂には所々に石神や石仏が建っている。

## 明星院
高山の東、峨瓏の滝から続く滝の沢の奥の明星院沢との分岐付近に、昔、明星院という寺があり、沢山の修行僧が山伏修行をしたり、近辺に托鉢をしたり、祈祷をして村人の病気を治したりしていた。明星院は高岩神社の一寺院で、かなり規模が大きな寺院であった。藤琴集落の東にある台地の院内岱は明星院の領地であり、そのための院内岱という銘々であったと言われる。また、修行僧が修行をした沢は行人沢と言われていて、明星院の僧はこの沢で金を掘ったことがあり、そのためにカラミも残されているという。

## 突山と大関能代潟
享保9年(1724年)5月24日に地鳴りと共に高山の西斜面は地滑りを起こし、そのため藤琴川はせき止められ、しばらくせき止め湖ができていた。その高山から突き出してできたような地滑り地形は「突山」と言われ、その突端にあった家が石田家であった。明治大正のころまで、不気味な地鳴りが続いたとか、山肌から異常な出水があったとか藤琴川が干上がり魚が陸に上がったとかの伝説が残っている。
その突山の上にあった石田家からは大関能代潟錦作が誕生している。また、能代潟の最初の四股名は、突山であった。

## 高山登山
高山の麓には温泉施設や白神山地世界遺産センター藤里館があり、そこから高山に登ることができる。登山道はこの地区を周回するように造られている。
- 世界遺産センター藤里館 - 峨瓏の滝 - 峨瓏峡 - 滝の沢林道 - 明星院沢の一つ手前の沢たどる - 山頂
- 世界遺産センター藤里館 - 杉林 - 落葉樹林帯のつづら折りの登山道 - 急登 - ベンチと植樹林の休憩所 - 急登 - 斜面をトラバース - 山頂

白神山地世界遺産センター藤里館では、高山登山のイベントを企画している。

## 小高石館跡
高山の川向かい、一の渡集落の上の台地にある中世の舘跡は通称一の渡りの館と呼ばれている。尾根先端部にある曲輪は、急な斜面や4-5mの空堀で守られ堅固な要害となっている。言い伝えによれば、戦国時代に高山仁平という武将が居を構え、黒鷲丸という舟で往来していたと言われる。

## 高山太鼓
和太鼓を用いた独特な演奏で、この地区にある温泉で行われる温泉祭で演奏が披露される。